# مسابقات جهانی ژیمناستیک آیروبیک
مسابقات جهانی ژیمناستیک آیروبیک یکی از مسابقات جهانی ژیمناستیک است که از سال ۱۹۹۵ میلادی تاکنون برگزار می‌شود.

## مسابقات
| سال  | مسابقات | شهر     | کشور                |
| ---- | ------- | ------- | ------------------- |
| ۱۹۹۵ | I       | پاریس   | فرانسه              |
| ۱۹۹۶ | II      | لاهه    | هلند                |
| ۱۹۹۷ | III     | پرت     | استرالیا            |
| ۱۹۹۸ | IV      | کاتانیا | ایتالیا             |
| ۱۹۹۹ | V       | هانوفر  | آلمان               |
| ۲۰۰۰ | VI      | ریزا    | آلمان               |
| ۲۰۰۲ | VII     | کلایپدا | لیتوانی             |
| ۲۰۰۴ | VIII    | صوفیه   | بلغارستان           |
| ۲۰۰۶ | IX      | نانجینگ | چین                 |
| ۲۰۰۸ | X       | اولم    | آلمان               |
| ۲۰۱۰ | XI      | ردز     | فرانسه              |
| ۲۰۱۲ | XII     | صوفیه   | بلغارستان           |
| ۲۰۱۴ | XIII    | لس‌آنجلس | ایالات متحده آمریکا |

## جدول مدال‌ها
| رتبه | کشورها    | طلا | نقره | برنز | مجموع |
| ۱    | رومانی    | ۱۱  | ۱۳   | ۱۷   | ۴۱    |
| ۲    | اسپانیا   | ۱۱  | ۱    | ۲    | ۱۴    |
| ۳    | برزیل     | ۹   | ۳    | ۳    | ۱۵    |
| ۴    | چین       | ۸   | ۴    | ۳    | ۱۵    |
| ۵    | روسیه     | ۵   | ۴    | ۸    | ۱۷    |
| ۶    | کره جنوبی | ۴   | ۵    | ۳    | ۱۱    |
| ۷    | فرانسه    | ۳   | ۹    | ۸    | ۲۰    |
| ۸    | ژاپن      | ۳   | ۱    | ۰    | ۴     |
| ۹    | بلغارستان | ۲   | ۴    | ۱    | ۷     |
| ۱۰   | استرالیا  | ۱   | ۲    | ۲    | ۵     |
| ۱۱   | مجارستان  | ۱   | ۱    | ۲    | ۴     |
| ۱۲   | نیوزیلند  | ۱   | ۰    | ۲    | ۳     |
| ۱۳   | ایتالیا   | ۰   | ۳    | ۰    | ۳     |
| ۱۴   | سوئد      | ۰   | ۰    | ۲    | ۲     |
| ۱۵   | اتریش     | ۰   | ۰    | ۱    | ۱     |
| ۱۵   | شیلی      | ۰   | ۰    | ۱    | ۱     |
| ۱۵   | ایسلند    | ۰   | ۰    | ۱    | ۱     |
| ۱۵   | مغولستان  | ۰   | ۰    | ۱    | ۱     |